# Сапега, Ян Станислав
Ян Станислав Сапега (25 октября 1589 года, Молодечно — 10 апреля 1635 года, Ляховичи) — государственный деятель Великого княжества Литовского, маршалок надворный литовский (1617—1621), маршалок великий литовский (с 1621).

## Биография
Из чарейско-ружанской линии магнатского рода Сапег герба «Лис», старший сын Льва, канцлера великого литовского, и Доротеи Фирлей (в девичестве Збаражская). Имел братьев Кшиштофа Михала и Казимира Льва. 
Учился в Виленской академии, иезуитском коллегиуме в Брунсберге, Вюрцбургском, Падуанском и Болонском университетах.

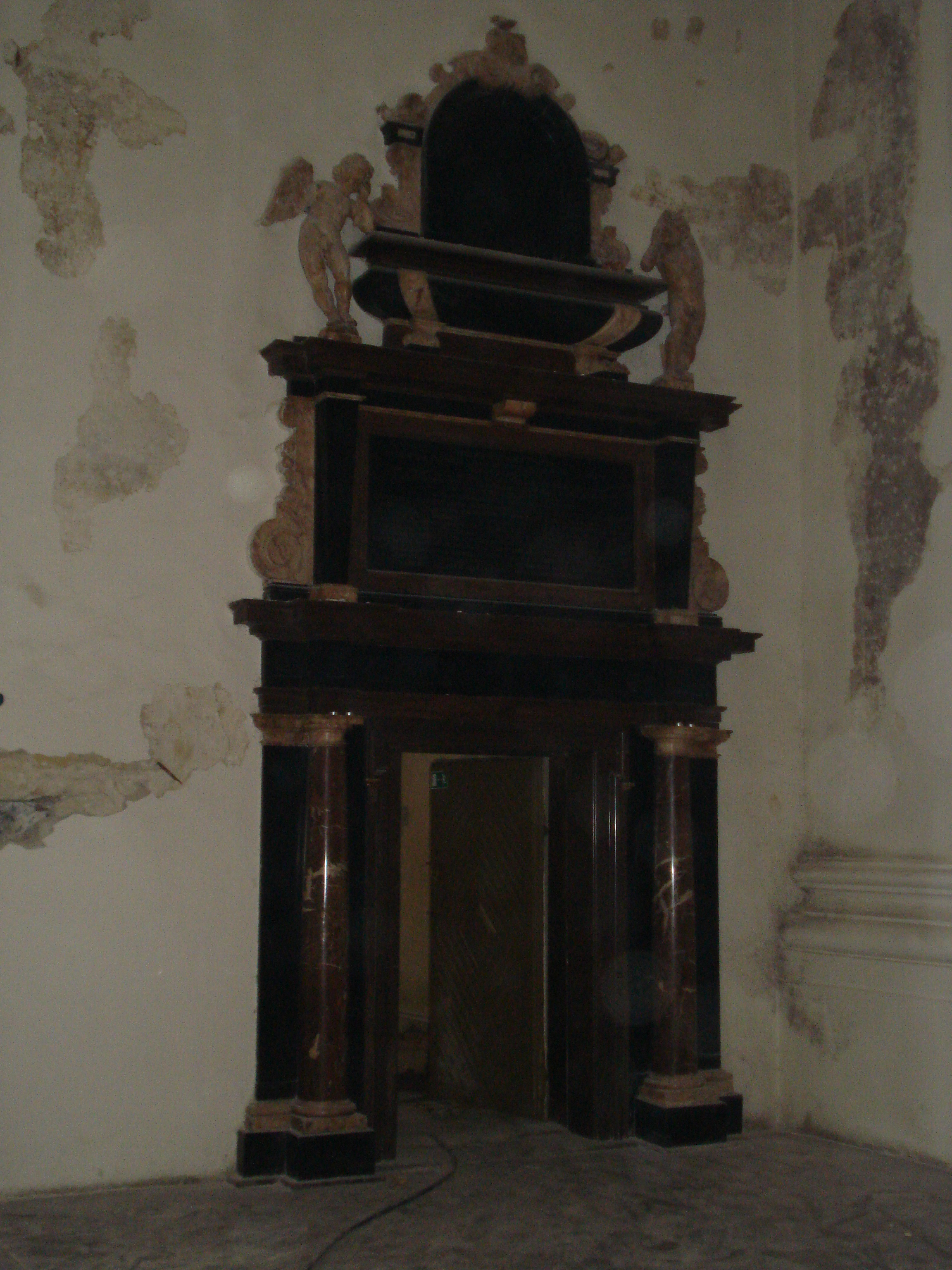
Эпитафия в костёле Святого Михаила (Вильнюс)

Принимал участие в походе Сигизмунда Вазы на Смоленск, а также в войне против Швеции (с 1625 года), где однако не проявил военного искусства.
Неоднократно избирался послом на сеймы. В 1612—1613 годах выполнял дипломатические поручения Речи Посполитой в Италии. В 1630 году находился при императорском дворе в Вене. 
Умер в Ляховичах 10 апреля 1635 года. Прах был похоронен в крипте родовой усыпальницы Сапегов — виленского костёла Святого архангела Михаила, где ранее были похоронены жёны Яна Станислава Сапеги и его сын Кароль. Надгробную проповедь читал Матей Казимир Сарбевский. В храме сохранился надгробный памятник Яна Станислава Сапеги, встроенный в дверной портал, ведущий в ризницу и крипту. Такая композиция очень редка для Центральной Европы. В 1638—1643 годах, когда создавалось надгробие, образцом для него могли служить итальянские мемориальные памятники. Композиция портала символизирует переход из мира живых в мир мертвых. Монументальная архитектурная часть надгробия с надписью создает контраст по отношению к его верхней части с пышным саркофагом и скульптурами ангелов, для которой характерны более мелкие мягкие формы. Раньше на саркофаге стояла поясная скульптура, выполненная из белого мрамора другим, менее опытным автором. 

## Владения
Держал Слонимское староство (1605).

## Семья
Дважды венчался: первой женой была Анна Схоластика из Ходкевичей, второй — Гризельда из Вадынских.